# 오솔길 끝 바다
《오솔길 끝 바다》(영어: The Ocean at the End of the Lane)는 닐 게이먼의 2013년 장편소설이다. 대한민국에는 시공사에서 송경아 번역으로 출간되었다.